# Mary Bunting
Pour les articles homonymes, voir Bunting.
Mary Ingraham Bunting (10 juillet 1910 - 21 janvier 1998) est une microbiologiste et universitaire américaine. Elle est la cinquième présidente du Radcliffe College de 1960 à 1972. Durant son mandat, les étudiantes obtiennent l'intégration complète à l'université Harvard.

## Biographie
Mary Bunting naît à Brooklyn, New York. Elle est la fille aînée de l'avocat Henry Andrews Ingraham et de Mary Shotwell Ingraham, militante sociale. Son père est avocat et sa mère est membre du New York City Board of Higher Education et présidente de la YWCA américaine, elle a contribué à la fondation de l'United Service Organizations pendant la Seconde Guerre mondiale,. Mary Bunting fait ses études secondaires au Packer Collegiate Institute, dont sa mère est une ancienne élève et où elle obtient son diplôme en 1927. Elle poursuit ses études au Vassar College dont elle est diplômée en 1931, et obtient une maîtrise (1932) et un doctorat en bactériologie agricole (1934) à l'université du Wisconsin à Madison.
Elle fait la connaissance à l'université d'Henry Bunting, médecin et plus tard professeur de pathologie à la faculté de médecine de l'université de Yale. Le couple se marie en 1937 et a quatre enfants de 1940 à 1947. Il meurt en 1954. 
Mary Bunting est enseignante-chercheuse en microbiologie au Bennington College, au Goucher College, à l'université Yale et au Wellesley College. Elle est nommée en 1955 doyenne du Douglass College, le collège pour femmes de l'université Rutgers. En 1960, elle est nommée présidente de Radcliffe, où elle succède à Wilbur Kitchener Jordan. 
Une fois à Radcliffe, Bunting a attiré l'attention nationale pour avoir identifié un problème de société qu'elle a appelé un « climat d'inattendu » pour les filles, qui a entraîné « le gaspillage de main-d'œuvre hautement talentueuse et instruite ». Elle déclare ainsi au magazine Time : « Les adultes demandent aux petits garçons ce qu'ils veulent faire quand ils seront grands. On demande aux petites filles où elles ont trouvé cette jolie robe. Nous ne nous soucions pas de ce que les femmes font de leur éducation. » Bunting apporte des changements à Radcliffe. Ainsi, au cours de son mandat, les étudiantes de Radcliffe reçoivent des diplômes de Harvard, elles sont admises dans les écoles supérieures et de commerce de l'université, et la Radcliffe Graduate School a fusionné avec la Graduate School of Arts and Sciences de Harvard. Elle a également fondé le Radcliffe Institute for Independent Study, un centre multidisciplinaire d'études supérieures pour les femmes, plus tard rebaptisé Bunting Institute en son honneur.
Elle quitte ses fonctions à Radcliffe en 1972, et est nommée assistante spéciale du président de l'université de Princeton. Elle se remarie en 1975, avec Clement A. Smith, professeur de pédiatrie à la Harvard Medical School,. Elle prend sa retraite en 1975, à Cambridge puis dans le New Hampshire, où elle meurt en 1998.

## Honneurs et distinctions
Mary Bunting est élue fellow de l'Académie américaine des arts et des sciences en 1960. Elle est nommée « Outstanding Woman of the Year » dans le domaine de l'éducation par Who's Who et reçoit la médaille d'or du National Institute of Social Scientists en 1962. En 1964, Bunting a pris un congé de Radcliffe pour siéger à la Commission américaine de l'énergie atomique, devenant la première femme membre. Elle reçoit une douzaine de doctorats honoris causa, notamment de Smith College, de l'université méthodiste du Sud et de l'Université du Vermont.